# Rasmus Hammerich
Rasmus Hammerich (født 27. juni 1975) er en dansk skuespiller.
Hammerich er uddannet fra Statens Teaterskole i 2006. 

## Filmografi
- Til døden os skiller (2007)
- Frode og alle de andre rødder (2008)
- Ækte vare (2014)
- En frygtelig kvinde (2017)
- Før Frosten (2019)

### Tv-serier
| År   | Titel                   | Rolle          | Noter |
| ---- | ----------------------- | -------------- | ----- |
| 2007 | Forbrydelsen            | Journalist     |       |
| 2008 | Album                   | Krølhåret mand |       |
| 2009 | Forbrydelsen II         | Journalist     |       |
| 2009 | Livvagterne             | Thomsen        |       |
| 2018 | The Rain                |                |       |
| 2020 | Når støvet har lagt sig | André          |       |
| 2020 | Equinox                 | Mathias        |       |

### Tegnefilm
- Pokémon - Zoroak: Master of Illusions - Grings Kodai
- Ultimate Spider-Man - Nick Fury
- Marvel's Avengers Assemble - Nick Fury
- Phineas & Ferb: Mission Marvel - Nick Fury
- Hulk and the Agents of S.M.A.S.H. - Skaar